# Gare de La Clayette - Baudemont
Gare de La Clayette - Baudemont vasútállomás Franciaországban, La Clayette településen.

## Vasútvonalak
Az állomást az alábbi vasútvonalak érintik:
- Paray-le-Monial-Givors-Canal-vasútvonal

## Kapcsolódó állomások
A vasútállomáshoz az alábbi állomások vannak a legközelebb:
- Gare de Paray-le-Monial
- Gare de Chauffailles